# Manual do Professor Pardal
O Manual do Professor Pardal é um livro infantil brasileiro lançado pela Abril originalmente em 1972. Foi o terceiro volume da série original de Manuais Disney. A maior parte de seu conteúdo foi reaproveitado na Biblioteca do Escoteiro-Mirim e na coleção Manuais Disney (Nova Cultural).